# Heterodermia namaquana
Heterodermia namaquana är en lavart som beskrevs av Brusse. Heterodermia namaquana ingår i släktet Heterodermia och familjen Physciaceae.   Inga underarter finns listade i Catalogue of Life.